# Rosebud (Montana)
Rosebud – jednostka osadnicza w Stanach Zjednoczonych, w stanie Montana, w hrabstwie Rosebud.